# Бікач
Бікач (рум. Bicaci) — село у повіті Біхор в Румунії. Входить до складу комуни Джепіу.
Село розташоване на відстані 432 км на північний захід від Бухареста, 21 км на південний захід від Ораді, 138 км на захід від Клуж-Напоки, 134 км на північ від Тімішоари.

## Населення
За даними перепису населення 2002 року у селі проживали 588 осіб.
Національний склад населення села:
| Національність | Кількість осіб | Відсоток |
| -------------- | -------------- | -------- |
| румуни         | 378            | 64,3%    |
| угорці         | 172            | 29,3%    |
| словаки        | 18             | 3,1%     |
| цигани         | 17             | 2,9%     |

Рідною мовою назвали:
| Мова      | Кількість осіб | Відсоток |
| --------- | -------------- | -------- |
| румунська | 381            | 64,8%    |
| угорська  | 173            | 29,4%    |
| циганська | 17             | 2,9%     |
| словацька | 15             | 2,6%     |